# Fala (Hund)

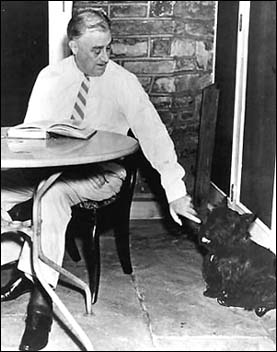
Fala mit Franklin D. Roosevelt in dessen privatem Landhaus in Warm Springs (Georgia)

Fala (* 7. April 1940; † 5. April 1952) war der bekannteste Hund des 32. Präsidenten der Vereinigten Staaten, Franklin D. Roosevelt. Der schwarze Scottish Terrier ist bis heute neben Richard Nixons Checkers einer der bekanntesten Hunde eines US-Präsidenten. Fala begleitete Roosevelt auf Presseterminen, mehreren internationalen Konferenzen, beim Empfang offizieller Gäste im Weißen Haus und auf seiner Wahlkampfreise 1944. Fala wurde vom Präsidenten wiederholt in öffentlichen Reden erwähnt und war häufig auf Zeitungsfotos abgebildet. Den im Wahlkampf um die Präsidentschaftswahl 1944 gegen ihn erhobenen Vorwurf der republikanischen Opposition, er habe Fala auf einer Reise vergessen und einen Zerstörer der U.S. Navy ausrücken lassen, um ihn abzuholen, beantwortete Roosevelt am 23. September 1944 mit der historischen „Fala-Rede“.

## Herkunft
Fala, ein schwarzer Scottish-Terrier-Rüde, wurde Roosevelt auf Anregung Margaret „Daisy“ Suckleys, einer entfernten Verwandten und langjährigen Vertrauten, von einer Bürgerin aus Connecticut geschenkt. Der Hund trug zunächst den Namen Big Boy und wurde von Roosevelt “Murray, the Outlaw of Fala Hill” (deutsch: „Murray, der Gesetzlose von Fala Hill“) genannt, in der scherzhaften öffentlichen Darstellung nach Murray of Fala Hill, einem entfernten schottischen Vorfahren des Präsidenten. Sein Rufname war seither Fala.

## Ausbildung
Fala lebte zunächst ab Juli 1940 bei Margaret Suckley, die den Welpen ausbildete und ihn bis zum November dieses Jahres auf ein Leben im Weißen Haus vorbereitete. Dazu gehörte auch ein dreiwöchiger Aufenthalt in New York City, bei dem Fala lernte, sich innerhalb von Menschenansammlungen an der Leine zu bewegen, jedem Menschen freundlich zu begegnen und sich auch von Fremden anfassen zu lassen. Eine derartige Vorbereitung war wichtig, weil bereits zwei Hunde der Roosevelts nach Angriffen auf Menschen das Weiße Haus hatten verlassen müssen. Fala beherrschte eine Reihe von Tricks, er gab auf Kommando nicht nur die Pfote oder legte sich hin, sondern zeigte auch Rollen und Sprünge, imitierte ein Sprechen – aber lautlos, um im Weißen Haus nicht zu stören – und konnte seine Lippen zu einem „Lächeln“ verziehen. Mit derartigen Vorführungen erfreute er nicht nur den Präsidenten und Eleanor Roosevelt, sondern auch Angestellte und Besucher des Weißen Hauses und Zuschauer.
Ab dem 10. November 1940, wenige Tage nach Franklin D. Roosevelts dritter Wahl zum Präsidenten, lebte Fala mit ihm im Weißen Haus, die folgenden viereinhalb Jahre verbrachten sie meist gemeinsam. Nur wenn es erforderlich war, dass Fala für eine längere Zeit vom Präsidenten getrennt wurde, so während einer Reihe von Truppenbesuchen 1942 und 1943 und während verschiedener Reisen nach Übersee, wurde er von Margaret Suckley versorgt.

## Öffentliches Auftreten

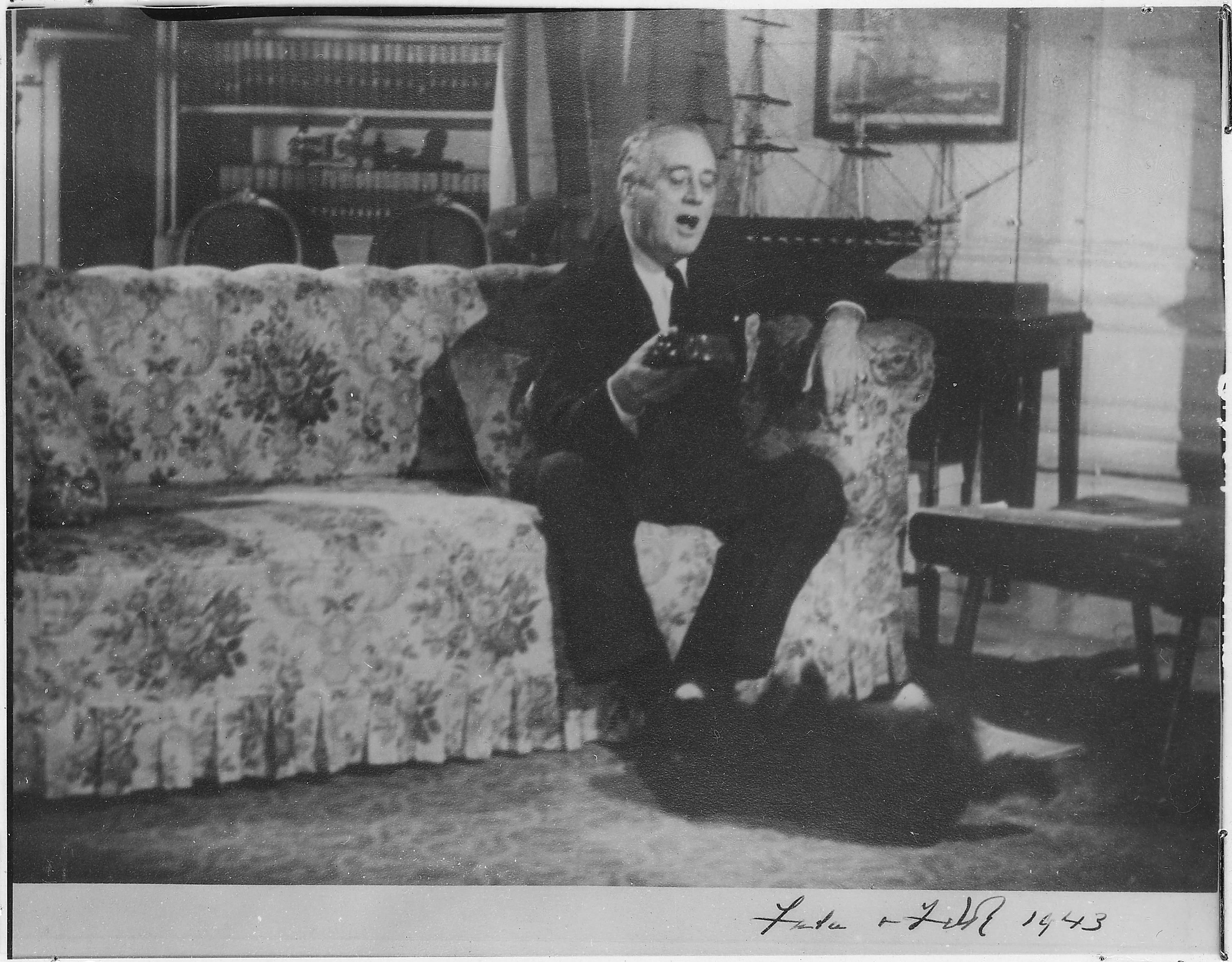
Fala mit Franklin D. Roosevelt in Washington, D.C., ca. 1943

### Begleiter des Präsidenten
Fala war mit an Bord der ersten Air Force One, damals noch unter der internen Bezeichnung “Sacred Cow” (deutsch: „Heilige Kuh“) und reiste mit dem Präsidenten in dessen Präsidentenzug Ferdinand Magellan durch das Land. Er begleitete ihn im August 1941 auf die Atlantik-Charta-Konferenz nach Neufundland, im April 1943 zu einem Staatsbesuch nach Monterrey, Mexiko, und im August desselben Jahres auf die Erste Konferenz von Québec. Auch die lange Wahlkampfreise Roosevelts im Jahr 1944 absolvierten sie zusammen.
Als häufiger Begleiter des Präsidenten erlangte Fala rasch Bekanntheit in den USA und der Welt. In einer Zeit, in der sich die ganze Nation in Sorge um den Ausgang des Zweiten Weltkriegs und um das Leben ihrer Soldaten an Kriegsschauplätzen in der ganzen Welt befand, spielte Fala eine nicht unbedeutende Rolle in der öffentlichen Darstellung des Präsidenten.
Dabei wurden gelegentlich Anekdoten verbreitet, wie diejenige, dass bei einem wichtigen Termin des Weißen Hauses der Präsident ausgerufen wurde („Ladies and Gentlemen, the President of the United States!“), und an dessen Stelle Fala in den Raum gekommen sei. Ein Empfang für 200 Lehrer im Weißen Haus sei in ein heilloses Durcheinander ausgeartet, als sich die Teilnehmer danach drängten, Eleanor Roosevelt und Fala bei einer Vorführung von Kunststücken zuzuschauen.
Nach der Veröffentlichung des Kurzfilms “Fala: The President’s Dog” (deutsch: „Fala, der Hund des Präsidenten“) im April 1943 erreichte Falas Fanpost einen derartigen Umfang, dass das Weiße Haus eine Sekretärin zur Beantwortung der Briefe beschäftigen musste. Zahlreiche dieser Briefe stammten von Hundebesitzern, die darum baten, dass Fala ihre Hündinnen decken möge. Solche über die Jahre gesammelten Schriftstücke füllen in der Franklin-D.-Roosevelt-Bibliothek mehrere Archivregale. Die Presse wurde bei passenden Gelegenheiten durch Margaret Suckley mit Informationen über Fala versorgt und nahm derartige Hinweise dankend auf. Fala schien niemals müde zu werden, mit fremden Menschen zu spielen, sich streicheln oder sogar hochheben zu lassen. Suckley stellte Falas Wirkung bei Begegnungen mit den Bürgern später so dar, dass Fala berührt zu haben für die Menschen ein wenig bedeutete, den Präsidenten berührt zu haben. Als Roosevelt im Juli 1944 mit einem Kriegsschiff nach Hawaii und Alaska fuhr, war Falas Anwesenheit auf dem Schiff für die Matrosen eine willkommene Abwechslung. Viele schnitten Fala Haare ab, um sie als Andenken nach Hause zu ihren Angehörigen zu schicken.

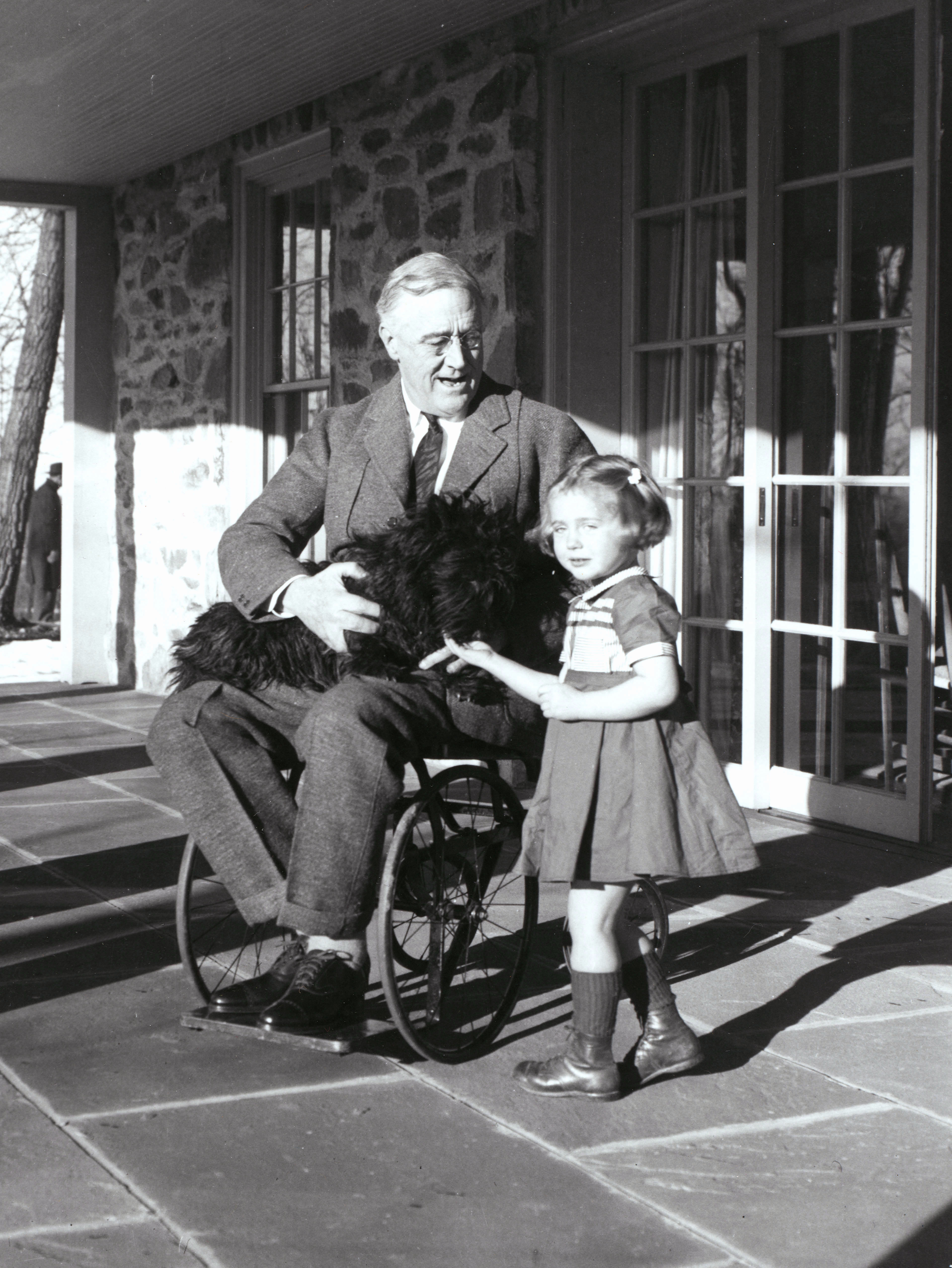
Fala, der Präsident und die Enkelin des Hausverwalters vor dem Top Cottage auf dem Landsitz Hyde Park, New York, 1941, einem der ersten Gebäude in den USA, die rollstuhlgerecht geplant und gebaut wurden.

### Kinder als Zielgruppe
“The true story of Fala” (deutsch: „Falas wahre Geschichte“) war der Titel eines 1942 von Margaret Suckley und Alice Dalgliesh veröffentlichten Jugendbuchs. An dem Projekt, über das Roosevelt von Anfang an informiert war, hatte Suckley alleine bereits seit einem Jahr gearbeitet. Mit diesem Buch bemühten sich die Autorinnen um die Darstellung von Tatsachen anstelle der üblichen für Kinder erfundenen Geschichten. So war das Buch eine der ersten Biographien eines Tieres, die eine breite Öffentlichkeit erreichten. Frühere Tierbiographien hatten als wissenschaftliche und pseudowissenschaftliche Werke nur einen beschränkten Leserkreis, wie die zeitgenössische Literatur zum Klugen Hans, oder sie waren keine an Tatsachen orientierten Sachbücher, wie die Bücher über Hunde wie Rin Tin Tin und Lassie. Die New York Times bezeichnete Suckley in diesem Zusammenhang als Falas „offizielle Biographin“.
Gelegentlich wurde Fala eine öffentliche Korrespondenz unterlegt, um Kinder als Zielgruppe besonders anzusprechen. In einem solchen Briefwechsel von 1944 wurde Fala von der fiktiven Figur Kinkajou Gates angeschrieben, die in den jährlichen Kampagnen gegen die Kinderlähmung verwendet wurde. Fala „antwortete“:

“That is a mighty nice letter you sent me. I am delighted to know the fine work you are doing for the cause of cripples all over the United States. I have no need to tell you of my great interest in this work.”

„Das ist ein wirklich schöner Brief, den Du mir geschrieben hast. Ich freue mich, von deiner tollen Arbeit für die Behinderten in den ganzen Vereinigten Staaten zu erfahren. Ich kann Dir gar nicht sagen, wie sehr mich diese Arbeit interessiert.“

Roosevelt war seit seinem 39. Lebensjahr gehbehindert, was zu seinen Lebzeiten als Folge einer Kinderlähmung angesehen wurde. Die Eheleute Roosevelt unterstützten den Kampf gegen die Kinderlähmung auf vielfältige Weise, und Fala war hier und bei weiteren Gelegenheiten ein geeignetes Transportmittel für entsprechende Botschaften.

### Fala in Film und Musik
Der am 10. April 1943 erschienene 10-minütige Kurzfilm Fala: The President’s Dog wird heute noch im Franklin D. Roosevelt-Museum gezeigt. In dem Film wird ein typischer Tag im Leben Falas, also im Weißen Haus, dargestellt. Die Schwarz-Weiß-Aufnahmen entstanden im Weißen Haus und in den Studios von Metro-Goldwyn-Mayer in Kalifornien. Die Regie führte Gunther von Fritsch, die Vorlage für das Drehbuch stammte von Margaret Suckley, und der Kommentar wurde von Pete Smith gesprochen, der den Film auch produzierte. In diesem Film erscheint Roosevelt selbst.
In der 1943 erschienenen Liebeskomödie Der Pilot und die Prinzessin kommt es nach den üblichen Verwicklungen zum Happy End, der Hochzeit der Titelhelden im Weißen Haus. Präsident Roosevelt hat hier einen kurzen Auftritt, der im Film als Fala erscheinende Hund war jedoch Whiskers, der auch in anderen Filmen der Zeit als Darsteller auftrat.
Die Autorin und Komponistin von Kinderliedern Frida Sarsen-Bucky schrieb 1944 eine Liedersammlung über Fala, die von Roosevelt selbst in Warm Springs (Georgia) 1944 gelesen und akzeptiert wurde. Das Manuskript mit den Anmerkungen Roosevelts befindet sich im Bestand der Franklin-D.-Roosevelt-Bibliothek. Die Schallplatte wurde 1946 von Monarch Records herausgegeben.
Am 19. Januar 1946 folgte, wieder von Metro-Goldwyn-Mayer, ein 11 Minuten langer Farbfilm unter dem Titel Fala at Hyde Park, in dem Fala die Zuschauer über den Familiensitz der Roosevelts führt. Regie, Vorlage und Sprecher waren dieselben wie beim ersten Film. Über viele Jahre, von 1936 bis 1962, verfasste Eleanor Roosevelt unter dem Titel My Day eine Zeitungskolumne, die von vielen Zeitungen in den USA gedruckt wurde und in der sie Fala oft erwähnte. Das Kinoplakat zu Fala at Hyde Park zeigt eine Zeichnung Falas, in Anspielung auf My Day, als den „wahren“ Autor vor einer Schreibmaschine.

### Politische Cartoons
Der hohe Bekanntheitsgrad Falas führte dazu, dass Fala in politischen Karikaturen gelegentlich stellvertretend für Roosevelt und die Demokraten stand. Eine ab 1943 in der Wochenzeitschrift Collier’s Weekly erschienene Serie politischer Cartoons von Alan Foster trug den Titel Mr. Fala of the White House. Nach der „Fala-Rede“ erschien eine Karikatur, die einen vor Fala fliehenden Elefanten, das Sinnbild der republikanischen Partei, zeigt.

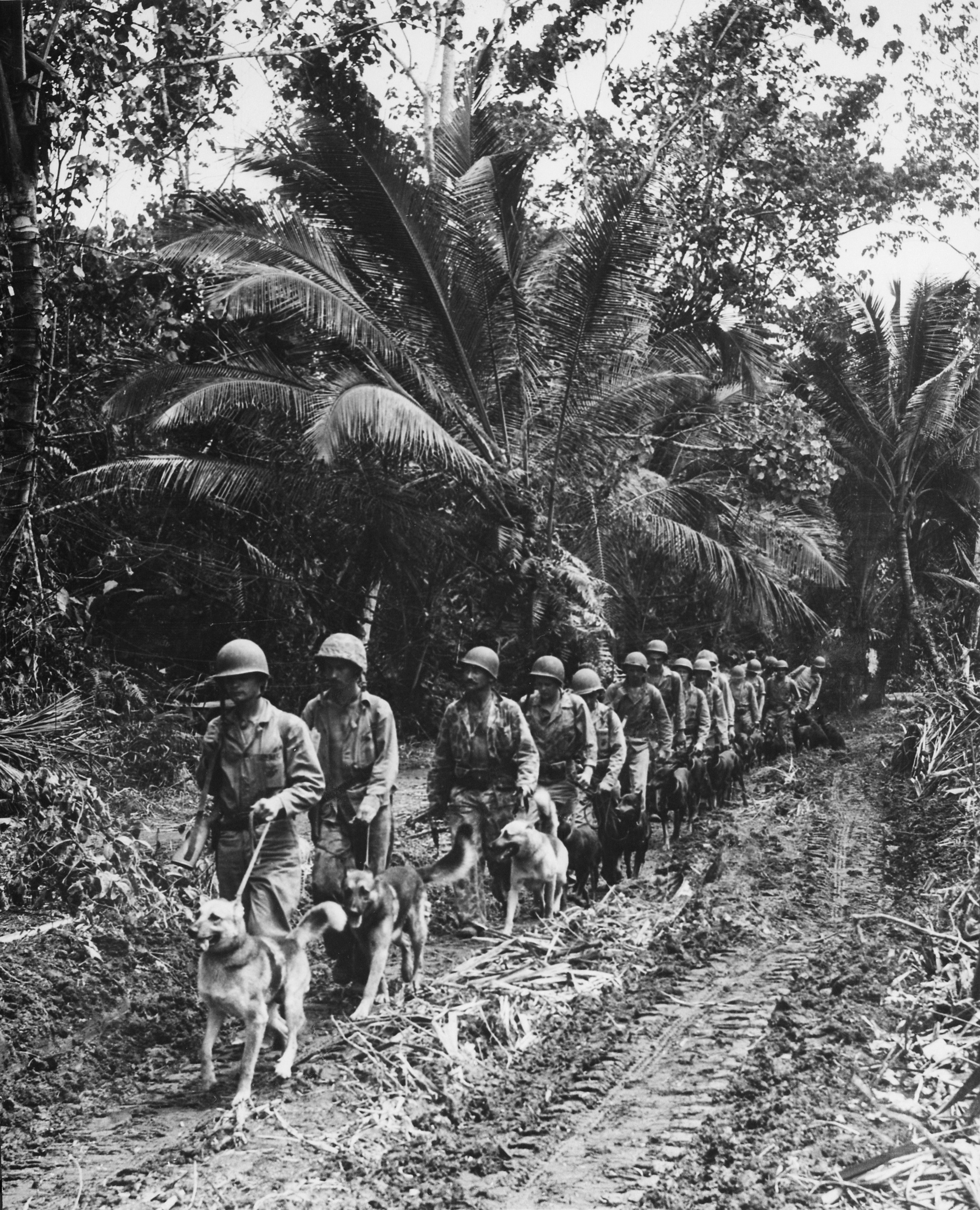
Soldaten des U.S. Marine Corps mit ihren Diensthunden, 1943. Mit Fala wurde um die Bereitstellung solcher Militärhunde geworben.

### Fala und der Krieg
Fala begleitete Präsident Roosevelt auf zahlreichen Reisen, so auch im Sommer 1944 auf einer über fünf Wochen dauernden Reihe von Truppenbesuchen. Bereits vor dem Eintritt der Vereinigten Staaten in den Zweiten Weltkrieg galten für den Schutz des Präsidenten erhöhte Sicherheitsanforderungen. Roosevelt und seine Begleiter wurden vom Secret Service gebeten, den Präsidentenzug nicht zu verlassen, damit der aktuelle Aufenthaltsort des Präsidenten nicht bekannt würde. Fala musste jedoch bei jedem Halt des Zuges ausgeführt werden, und die Fahrgäste und Bahnbediensteten an den Bahnhöfen erkannten sofort, dass der Präsident dort war. Deswegen wurde Fala von Mitarbeitern des Secret Service gelegentlich „der Verräter“ genannt.
Die ab 1941 durchgeführte Aktion Barkers for Britain sollte Hundebesitzern eine Möglichkeit bieten, durch einen Förderbeitrag die humanitäre Arbeit von Bundles for Britain zu unterstützen. Als einer der seinerzeit populärsten Hunde der USA wurde Fala dazu ausgewählt, in der Werbung eine führende Rolle zu spielen. Für 50 Cent an Bundles for Britain konnten Hundebesitzer eine Hundemarke zum Befestigen am Halsband erwerben. Fala trug die Marke mit der Nummer 1 und der Inschrift „I, Fala, helped Bundles for Britain“ (deutsch: „Ich, Fala, habe Bundles for Britain geholfen“). Fala wurde als „Präsident“ der Barkers for Britain dargestellt, das war eine Anspielung auf die National Foundation of Infantile Paralysis, deren Gründer und Präsident Franklin D. Roosevelt war. In einem öffentlich verbreiteten Brief an Fala, den First Dog der Vereinigten Staaten, bedankte sich die Gründerin der Organisation, Natalie Wales Latham:

“a great leader of all loyal American canines […] raising his voice in loud barks for the courageous people of Great Britain”

„ein großer Führer aller loyalen amerikanischen Hunde, der seine Stimme in lautem Bellen für das tapfere Volk von Großbritannien erhebt“

Im Namen Falas wurden im Rahmen des War Dog Fund Kriegsanleihen in Höhe von einem Dollar für jeden Tag des Jahres gezeichnet, die öffentliche Verlautbarung dazu war ein Versuch, die Bevölkerung zum Zeichnen der Anleihen zu ermutigen. Deshalb wurde Fala, wie viele andere Hunde und Katzen, ehrenhalber zum Diensthund der Organisation Dogs for Defense. Zur Öffentlichkeitsarbeit von Dogs for Defense gehörten umfangreiche Radiokampagnen, in denen Fala und andere Hunde prominenter Halter, wie J. Edgar Hoovers G-Man, eine wichtige Rolle spielten. Der War Dog Fund war eine Möglichkeit zur Unterstützung der Kampagne für Halter, deren Hunde entweder für den Kriegseinsatz ungeeignet waren oder die sich nicht von ihnen trennen wollten.
Die Popularität Falas führte ungeachtet des Krieges zu kuriosen Situationen. So soll Winston Churchill bei einem informellen Treffen mit Roosevelt am Nachmittag des 14. September 1944, während der Zweiten Québec-Konferenz, den Eindruck gewonnen haben, Roosevelt wolle vom Thema ablenken. Das zu erörternde Memorandum zum Lend-Lease-Act, über die Fortsetzung der amerikanischen Wirtschaftshilfe nach dem Krieg, war für Großbritannien von großer Bedeutung. An einem Punkt fragte er Roosevelt entnervt: “What do you want me to do? Get on my hind legs and beg like Fala?” (deutsch: „Was verlangen Sie von mir? Soll ich Männchen machen und betteln wie Fala?“).
Während der Ardennenoffensive fragten einander unbekannte amerikanische Soldaten bei Begegnungen nach dem Namen des Hundes des Präsidenten, um eine zusätzliche Sicherheit gegen die befürchtete Unterwanderung ihrer Truppen durch die Deutschen zu haben.

## Die „Fala-Rede“

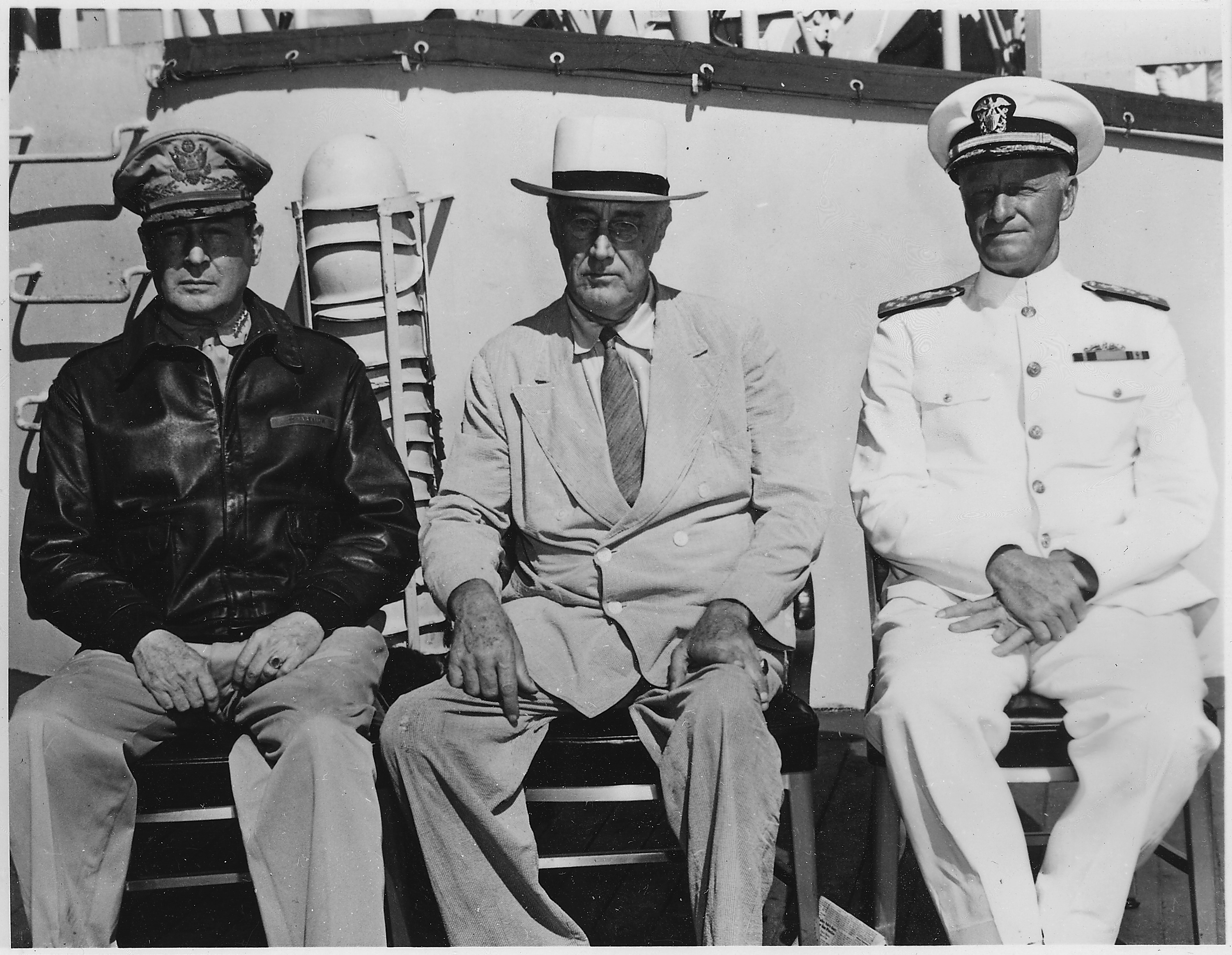
General Douglas MacArthur, Franklin D. Roosevelt und Admiral Chester Nimitz auf Hawaii, 26. Juli 1944

Im Vorfeld der für den 7. November 1944 angesetzten Präsidentschaftswahlen strebte Roosevelt eine vierte Amtszeit an. Er amtierte zu diesem Zeitpunkt bereits länger als irgendeiner seiner Vorgänger und genoss in der Bevölkerung nach wie vor große Popularität. Im Juli hatte Roosevelt mit Fala eine Reihe von Truppenbesuchen durchgeführt. Die Reiseroute führte zunächst mit dem Präsidentenzug an die Pazifikküste und anschließend per Schiff nach Hawaii und Alaska. Eine Zwischenstation war am 3. August 1944 der Marineflieger-Stützpunkt auf Adak Island (Aleuten).
Ab dem 31. August wurde im Repräsentantenhaus von dem republikanischen Abgeordneten Harold Knutson aus Minnesota wiederholt der Vorwurf erhoben, Roosevelt habe Fala auf den Aleuten vergessen und ihn mit einem Zerstörer der United States Navy abholen lassen. Die U.S. Navy und das Weiße Haus dementierten die Vorwürfe umgehend, doch Knutson brachte das Thema in den folgenden Wochen wiederholt zur Sprache. Die republikanische Presse nahm die Gelegenheit wahr und thematisierte die Behauptungen Knutsons ausführlich. Die New York Times kommentierte den Vorgang damit, dass in die „Rempeleien“ zwischen republikanischen und demokratischen Abgeordneten „Persönlichkeiten“ wie Roosevelt, seine Ehefrau und Fala einbezogen worden seien.
Am 23. September 1944 antwortete Roosevelt öffentlich mit der „Fala-Rede“ auf die gegen ihn erhobenen Vorwürfe. An diesem Abend war er zu einer Veranstaltung der mächtigen Transportarbeiter-Gewerkschaft International Brotherhood of Teamsters, Chauffeurs, Warehousemen and Helpers of America eingeladen. Die Passage, in der Roosevelt Fala erwähnte, nahm nur wenig mehr als eine Minute in Anspruch:

„Diese Führer der Republikaner haben es nicht dabei belassen, mich, meine Frau und meine Söhne anzugreifen. Nein, damit nicht genug, jetzt geht es auch gegen meinen kleinen Hund, Fala. Natürlich nehme ich Angriffe nicht übel, genausowenig wie meine Familie, aber Fala nimmt sie übel. Sie wissen, Fala ist ein Schotte. Als Fala erfuhr, dass die republikanischen Romanschriftsteller im Kongress und anderswo eine Geschichte zusammengebraut haben, nach der ich ihn auf den Aleuten vergessen und auf Kosten des Steuerzahlers in Höhe von zwei oder drei, oder acht oder zwanzig Millionen Dollar einen Zerstörer auf die Suche nach ihm geschickt hätte, war seine schottische Seele schwer getroffen. Seitdem ist er nicht mehr derselbe Hund. Ich bin daran gewöhnt, bösartige Lügen über mich zu hören, ich sei alt, wurmstichig oder würde mich als unentbehrlich darstellen. Aber ich denke, ich habe das Recht, mich über verleumderische Behauptungen über meinen Hund zu ärgern und ihnen zu widersprechen. […]“

Roosevelts Redenschreiber Samuel I. Rosenman meinte später, dass niemand die kurze Passage über Fala besser als Roosevelt hätte vortragen können. Sein Kollege Robert E. Sherwood bedauerte, dass er die Anerkennung nicht annehmen könne, die ihm häufig und unzutreffend wegen der großartigen Anspielung auf Fala zugetragen werde. In Bezug auf Roosevelts republikanischen Herausforderer Thomas E. Dewey als Halter einer Dänischen Dogge wurde die Rede als eine Auseinandersetzung „zwischen einem großen Mann mit einem kleinen Hund und einem kleinen Mann mit einem großen Hund“ bezeichnet. Von politischen Kommentatoren wurde sie als der Wendepunkt des Wahlkampfs betrachtet.
Daneben gab es aber auch Kritik, unter anderem wurde es als unangemessen kritisiert, dass ein Oberbefehlshaber der Streitkräfte während des Krieges mit Albernheiten wie der vermenschlichten Darstellung eines Hundes an die Öffentlichkeit trat. Für den Rest des Wahlkampfs wurde Fala in der Öffentlichkeit nicht weniger häufig präsentiert. Nach der Fala-Rede und den entsprechenden Reaktionen war er allerdings nur noch der wohlerzogene Familienhund der Roosevelts und der Begleiter des Präsidenten. Verletzte patriotische Gefühle wurden ihm nur noch von Eleanor Roosevelt auf kleineren Veranstaltungen zugeschrieben. Weder vor noch nach der Fala-Rede haben die Roosevelts und ihre Mitarbeiter Falas Verhalten ernsthaft so interpretiert, als seien seine „patriotischen Gefühle“ verletzt worden, oder er leide unter öffentlichen Angriffen gegen Hund und Herrn. Wenn Fala beim Ertönen der Nationalhymne aufstand, war das für die Roosevelts nichts als ein netter Zufall.
Über Jahrzehnte hinweg wurde die Behauptung, Roosevelt habe Fala mit einem Kriegsschiff abholen lassen, gelegentlich von Vertretern der äußersten Rechten wiederholt. In einer nach eigener Darstellung „konservativen“ Zeitschrift wurden noch 1974 an den Leser eine Reihe von Fragen über amerikanische Präsidenten gestellt, darunter „Wer war der erste Präsident, der einen Zerstörer hunderte von Meilen weit geschickt hat, nur um seinen Hund abzuholen?“ – „Franklin D. Roosevelt entsandte einen Zerstörer, um seinen Hund Fala in Alaska abzuholen.“ Die „Fala-Rede“ Roosevelts und die genau acht Jahre später gehaltene „Checkers-Rede“ Richard Nixons werden bis heute gelegentlich in der politischen Berichterstattung erwähnt.

## Nach dem Tod Roosevelts

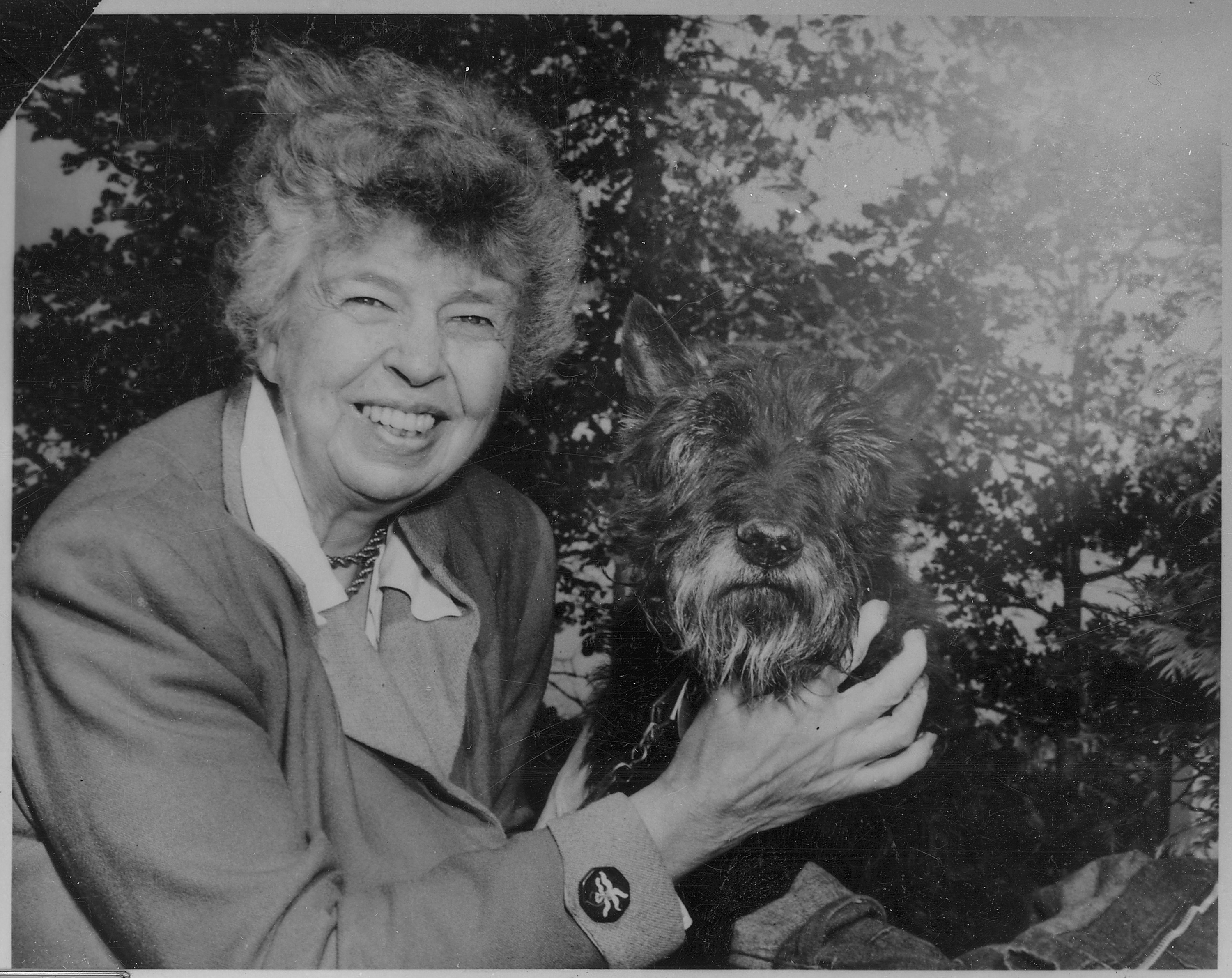
Fala und Eleanor Roosevelt in Val-Kill bei Hyde Park, New York, 1951

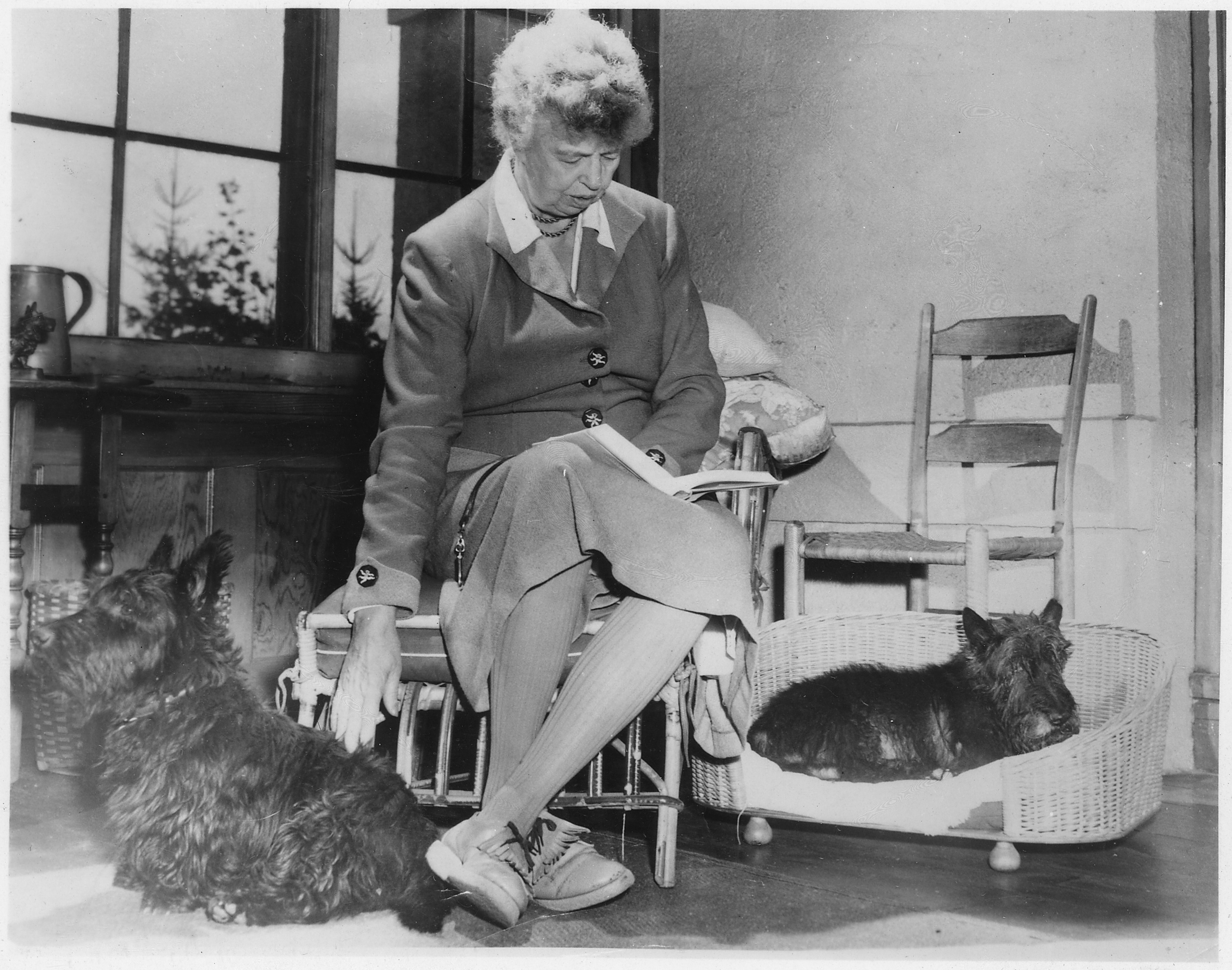
Fala (rechts), Eleanor Roosevelt und Tamas McFala, um 1950

### Roosevelts Tod und Beisetzung
Franklin D. Roosevelt starb am Nachmittag des 12. April 1945, einem Donnerstag, in seinem Landhaus in Warm Springs (Georgia) an einer Hirnblutung. Am folgenden Tag wurde sein Leichnam in einem mit der Flagge der USA bedeckten Sarg im Zug des Präsidenten nach Washington, D.C. überführt, wo er am Nachmittag des 14. April eintraf. Nach einer Trauerfeier im Weißen Haus am selben Tag erfolgte, wieder mit dem Präsidentenzug, die weitere Überführung zum Familiensitz der Roosevelts in Hyde Park, New York. Bei beiden Überführungen und bei der Beisetzung am 15. April war Fala anwesend.

### Leben mit Eleanor Roosevelt
Fala kam nach dem Tod Roosevelts zunächst, entsprechend dem von Roosevelt gegenüber seinen Mitarbeitern geäußerten Wunsch, zu Margaret Suckley. Nachdem die Familie Roosevelt Anspruch auf Fala erhoben hatte, lebte er bei Eleanor Roosevelt in deren Haus Val-Kill, nahe dem Familiensitz in Hyde Park, New York. Ganz verschwand Fala nicht aus der Öffentlichkeit, in ihrer Kolumne My Day erwähnte Eleanor Roosevelt ihn oft.
Mit dem Auszug aus dem Weißen Haus änderte sich für Fala einiges. Eleanor Roosevelt reiste häufig, aber anders als bei den Reisen mit dem Präsidenten in geräumigen Fahrzeugen oder im Passagierraum des Flugzeugs, wurde er nun in einer Hundetasche transportiert, oft in den Gepäckabteilen der Züge. Als Eleanor Roosevelt am 29. Juli 1946 in Begleitung Falas in einem Hotel in Portland, Maine unterkommen wollte, verweigerte ihr der Hotelmanager, Fala mit in das Hotel zu nehmen. Sie verbrachten die Nacht daraufhin in einem Motel, und auch dieses Vorkommnis war Zeitungen in der ganzen englischsprachigen Welt noch eine Meldung wert.
Im November 1945 wurde Fala auf dem Grundstück in Hyde Park von dem Bullmastiff eines Sohnes der Roosevelts angegriffen und schwer verletzt. Fala kämpfte tagelang um sein Leben, während der unverletzte Bullmastiff am nächsten Tag eingeschläfert wurde.
Über Falas Nachkommen ist wenig bekannt. Im Januar 1948 kam Tamas McFala, ein acht Monate alter Scottish Terrier und „Enkel“ von Fala, als zweiter Hund in den Haushalt von Eleanor Roosevelt. Abgesehen von den Erwähnungen durch Eleanor Roosevelt in ihrer Kolumne My Day fand er jedoch keine öffentliche Aufmerksamkeit.

### Falas Tod

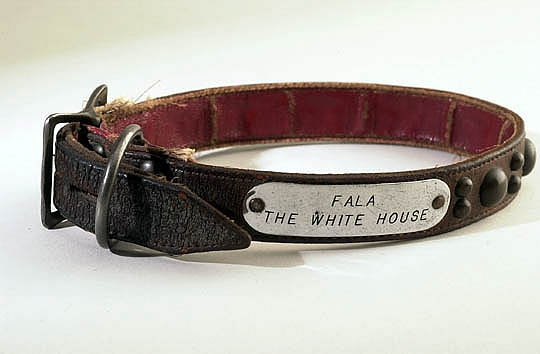
Falas Halsband mit der Gravur Fala, The White House

Fala schlief am 5. April 1952 friedlich ein. Er wurde am folgenden Tag nahe dem Grab Franklin D. Roosevelts in Hyde Park begraben. Eleanor Roosevelt hielt das für angebracht, weil Fala zu Lebzeiten Roosevelts meist zu seinen Füßen gelegen hatte. In ihrer von 1936 bis 1962 fast täglich erschienenen Zeitungskolumne My Day schrieb sie am 8. April 1952:

„Samstag war ein trauriger Tag für uns alle, und ich weiß, dass alle Freunde Falas traurig sein werden, wenn sie erfahren, dass er für immer eingeschlafen ist und dass die Geschichte des kleinen Hundes zu Ende ist.
Viele Hundefreunde kennen die reizende Erzählung The Hound of Heaven von Sara Addington. Ich mag es, mir vorzustellen, dass Fala wie so viele Hunde berühmter Herren, deren Geschichten in diesem kleinen Buch erzählt werden, seinen Fünf-Uhr-Spaziergang sehr genießen wird.
Fala wurde nahe der Sonnenuhr im Rosengarten begraben, wo unsere Tochter vor vielen Jahren ihren ersten und liebsten Hund Chief begraben hat, der von allen in der Familie geliebt wurde, obwohl es zuallererst ihr Hund war.
Fala war immer der Hund meines Mannes. Er akzeptierte mich, aber er war nie wirklich mein Hund. Er wusste, dass er wichtig war und zu jemand Wichtigem gehörte, und behielt das Wissen darum sein ganzes Leben. Er lebte mit Würde und Zurückhaltung, getragen von seiner Einstellung gegenüber uns anderen, die wir, aus seiner Sicht, nur gewöhnliche Sterbliche waren.
[…]“

Aus der Bevölkerung und ihrem Freundeskreis erreichten Eleanor Roosevelt zahlreiche Beileidsbekundungen von Menschen, die ahnten, wie sehr sie an Fala gehangen hatte. Viele dieser Zuschriften sind in den Papers of Eleanor Roosevelt in der Franklin D. Roosevelt-Bibliothek aufbewahrt.

## Öffentliche Erinnerung

### Franklin D. Roosevelt Memorial
Wie mehrere andere Präsidenten der USA wurde Roosevelt nach seinem Tod mit einer Gedenkstätte gewürdigt, die am 2. Mai 1997 in Washington, D.C. von Präsident Bill Clinton eingeweiht wurde. Das Franklin Delano Roosevelt Memorial zeigt einige Besonderheiten, die erstmals bei der Errichtung einer solchen Gedenkstätte umgesetzt wurden. Eine Bronzestatue von Eleanor Roosevelt vor dem Emblem der Vereinten Nationen ist die erste eigenständige Darstellung einer First Lady in einer Gedenkstätte für einen US-Präsidenten. So sollte Eleanor Roosevelts Einsatz für die Vereinten Nationen gewürdigt werden. Zwei Statuen Präsident Roosevelts zeigen ihn in seinem Rollstuhl. So dargestellt zu werden, hatte Roosevelt während seiner Amtszeit vermieden, aber auf diese Weise wollten die Gestalter der Gedenkstätte ein positives Zeichen für die behinderten Menschen in den USA setzen.
Eine der Statuen Roosevelts, gefertigt von dem Bildhauer Neil Estern, ist eine Figurengruppe aus Bronze. Neben Roosevelt, dessen Rollstuhl durch einen Umhang weitgehend verdeckt ist, sitzt Fala. Damit wurde Fala der erste und bislang einzige Hund eines US-Präsidenten, dem auf diese Weise ein Denkmal errichtet wurde. Als Vorlage für die Darstellung Roosevelts diente ein am 9. Februar 1945 während der Konferenz von Jalta aufgenommenes Bild, das Roosevelt zwischen Churchill und Stalin zeigt.

### Buchveröffentlichungen
Der amerikanische Kriminalautor Stuart Kaminsky verfasste einen Roman seiner Toby-Peters-Reihe mit dem Titel The Fala Factor. Die Geschichte spielt im Jahr 1942: Eleanor Roosevelt ist davon überzeugt, dass Fala gegen einen Doppelgänger ausgetauscht worden ist; sie wendet sich an den heruntergekommenen Privatdetektiv Toby Peters, der sich auf eine atemberaubende Verfolgung des Entführers durch Los Angeles und die Umgebung macht. Der Roman erschien 1984 und wurde in mehrere Sprachen übersetzt, auch ins Deutsche.
2008 veröffentlichte die Kinderbuchautorin Elizabeth Van Steenwyk ein Buch mit dem Titel First Dog, Fala; die Illustrationen – die den Eindruck von Zeichnungen aus jener Zeit vermitteln – stammen von Michael G. Montgomery. Das Buch liefert eine kindgerechte kurze Darstellung von Falas Leben im Weißen Haus.

## Übersetzte englischsprachige Texte
1. ↑  Zitat im Original: These Republican leaders have not been content with attacks on me, or my wife, or on my sons. No, not content with that, they now include my little dog, Fala. Well, of course, I don't resent attacks, and my family doesn't resent attacks, but Fala does resent them. You know, Fala is Scotch, and being a Scottie, as soon as he learned that the Republican fiction writers in Congress and out had concocted a story that I had left him behind on the Aleutian Islands and had sent a destroyer back to find him — at a cost to the taxpayers of two or three, or eight or twenty million Dollars – his Scotch soul was furious. He has not been the same dog since. I am accustomed to hearing malicious falsehoods about myself — such as that old, worm-eaten chestnut that I have represented myself as indispensable. But I think I have a right to resent, to object to libelous statements about my dog. In: Franklin D. Roosevelt: „I Think I Have a Right to Resent, to Object to Libelous Statements About My Dog“ – Address at Dinner of International Brotherhood of Teamsters, Chauffeurs, Warehousemen and Helpers of America. Washington, D. C. September 23, 1944.
2. ↑  Originaltext der Kolumne My Day vom 8. April 1952: Saturday was a sad day for all of us and I know that all of Fala's friends will also be sad to know that he slept away, and the little dog's story has come to an end. Many dog lovers know the very lovely story called, „The Hound of Heaven“ by Sara Addington. I like to think that Fala, like so many dogs of famous masters whose story is told in that little book, may find his five o'clock walk very pleasant. Fala is buried near the sun dial in the rose garden which is where, many years ago, our daughter buried her first and favorite dog, Chief, who had been adored by all the family though he was always primarily her dog. Fala was always my husband's dog. He accepted me, but he was never really my dog. He knew he was important and belonged to someone who was important and kept that knowledge all his life. He lived with dignity and some reticence, conveyed by his attitude toward the rest of us who were, from his viewpoint, mere ordinary mortals.